# Doba hradištní
Doba hradištní je archeologický termín pro raně středověké období (2. polovina 7. století – 1. polovina 13. století) na území západních Slovanů.
Tuto dobu je možné dále dělit na:
- starší doba hradištní (2. polovina 7. století – konec 8. století)
- střední doba hradištní (9. století – 1. polovina 10. století, na Moravě a Slovensku též doba velkomoravská)
- mladší doba hradištní (2. polovina 10. století – 1. polovina 12. století)
- pozdně hradištní období (2. polovina 12. století – 1. polovina 13. století)